# Malpígiovité

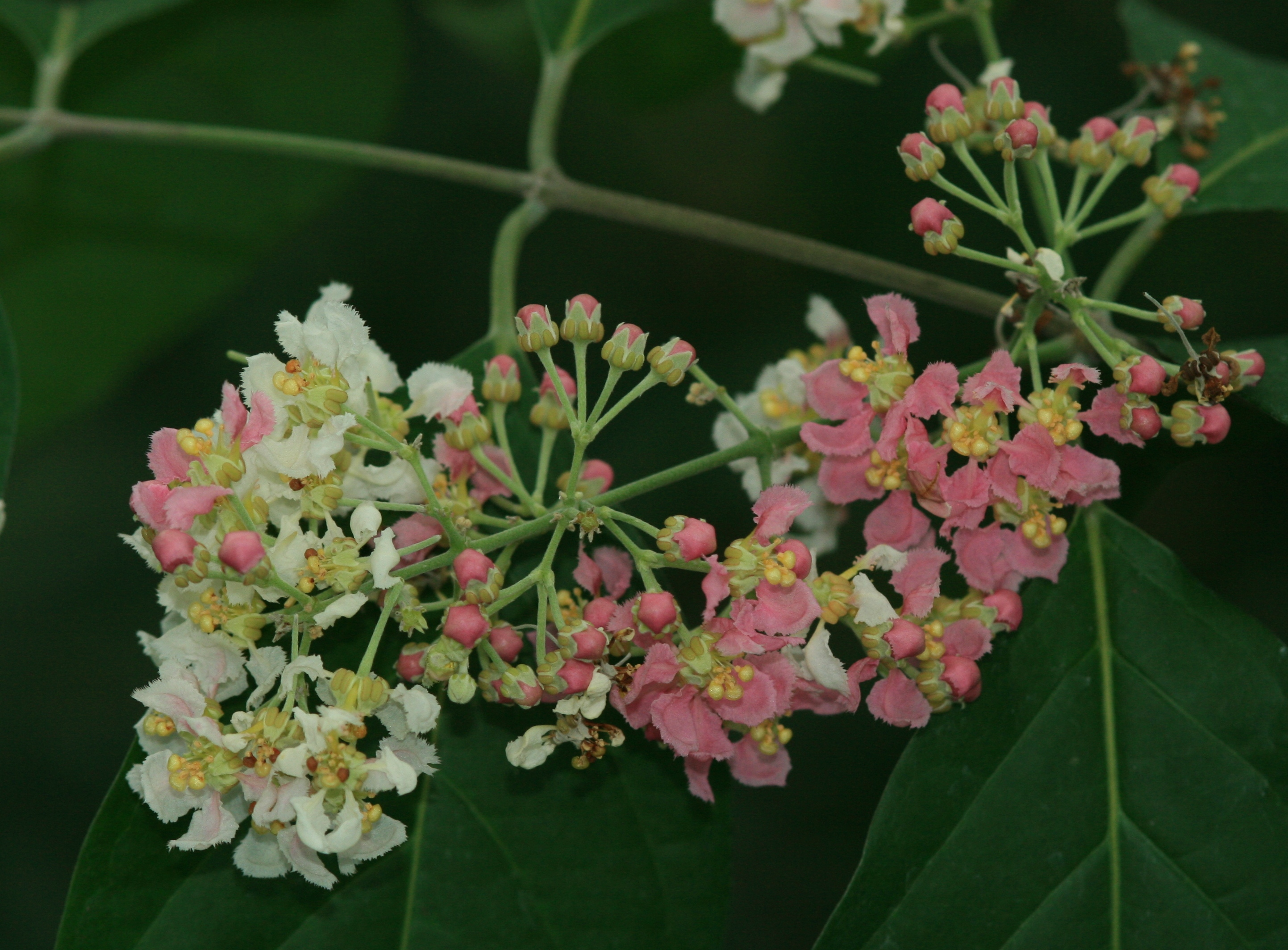
Ayahuaska Banisteriopsis caapi

Malpígiovité (Malpighiaceae) je čeleď vyšších dvouděložných rostlin z řádu
malpígiotvaré. Jsou to dřeviny, byliny i liány s jednoduchými a převážně vstřícnými listy a pravidelnými květy s charakteristicky tvarovanými korunními lístky. Čeleď zahrnuje asi 1250 druhů v 68 rodech a je rozšířena v tropech celého světa. Místy přesahuje i do subtropických oblastí.

## Popis
Zástupci malpígiovitých jsou stromy, keře, polokeře, byliny i liány se vstřícnými (u některých rodů střídavými) jednoduchými listy, převážně s palisty. Jen výjimečně je přítomen latex. Odění je z charakteristických jednobuněčných vidlicovitých chlupů, jen u několika druhů jsou chlupy hvězdovité. Na řapících nebo na rubové straně listů jsou často žlázky. Čepel listů je celokrajná, celistvá nebo výjimečně laločnatá. Květy jsou souměrné nebo téměř pravidelné, drobné až velké, převážně oboupohlavné, ve vrcholových nebo úžlabních květenstvích. Kalich i koruna jsou složeny z 5 lístků. U amerických druhů i u některých zástupců z tropů Starého světa jsou na kališních lístcích charakteristické žlázky produkující olej. Květy jsou bez nektaru. Korunní lístky jsou nejčastěji žluté, růžové nebo bílé, na vrcholu většinou brvité, zubaté nebo roztřepené a mají charakteristický lžicovitý tvar. Tyčinek je nejčastěji 10, zřídka méně nebo až 15. Vyrůstají na češuli v prostoru mezi semeníkem a korunními lístky. Semeník je svrchní, srostlý ze 3 (výjimečně 2 nebo 4) plodolistů. V každém plodolistu je jediné vajíčko.
Čnělky jsou obvykle volné a v počtu odpovídajícím počtu plodolistů, u některých rodů jsou spojené nebo je jejich počet redukován. Plodem je bobule, peckovice, oříšek nebo poltivý plod (schizokarp), rozpadající se na jednotlivé díly (merikarpia). Suché plody mají často nápadná křídla nebo štětiny. Semena jsou bez endospermu.

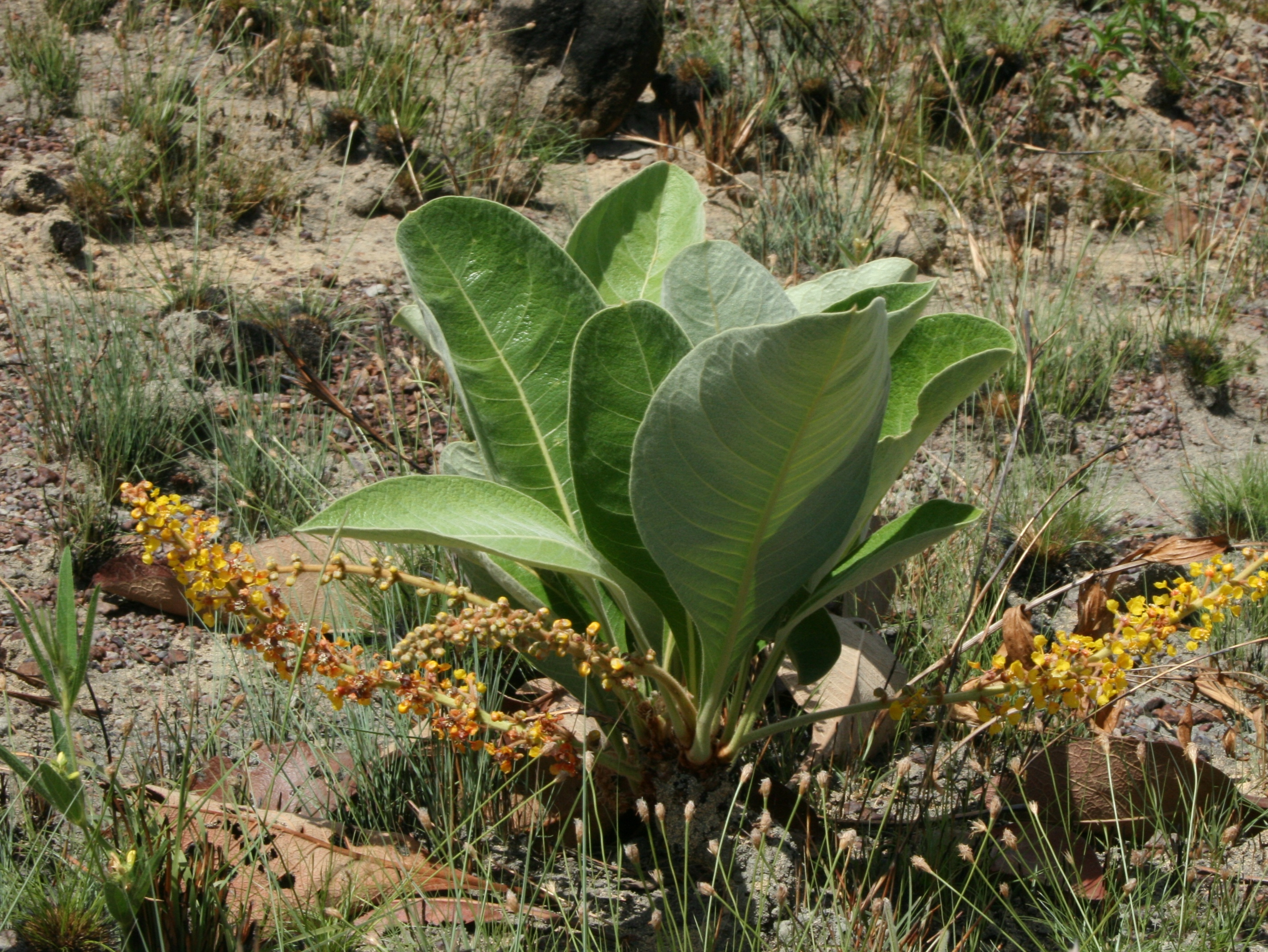
Byrsonima verbascifolia
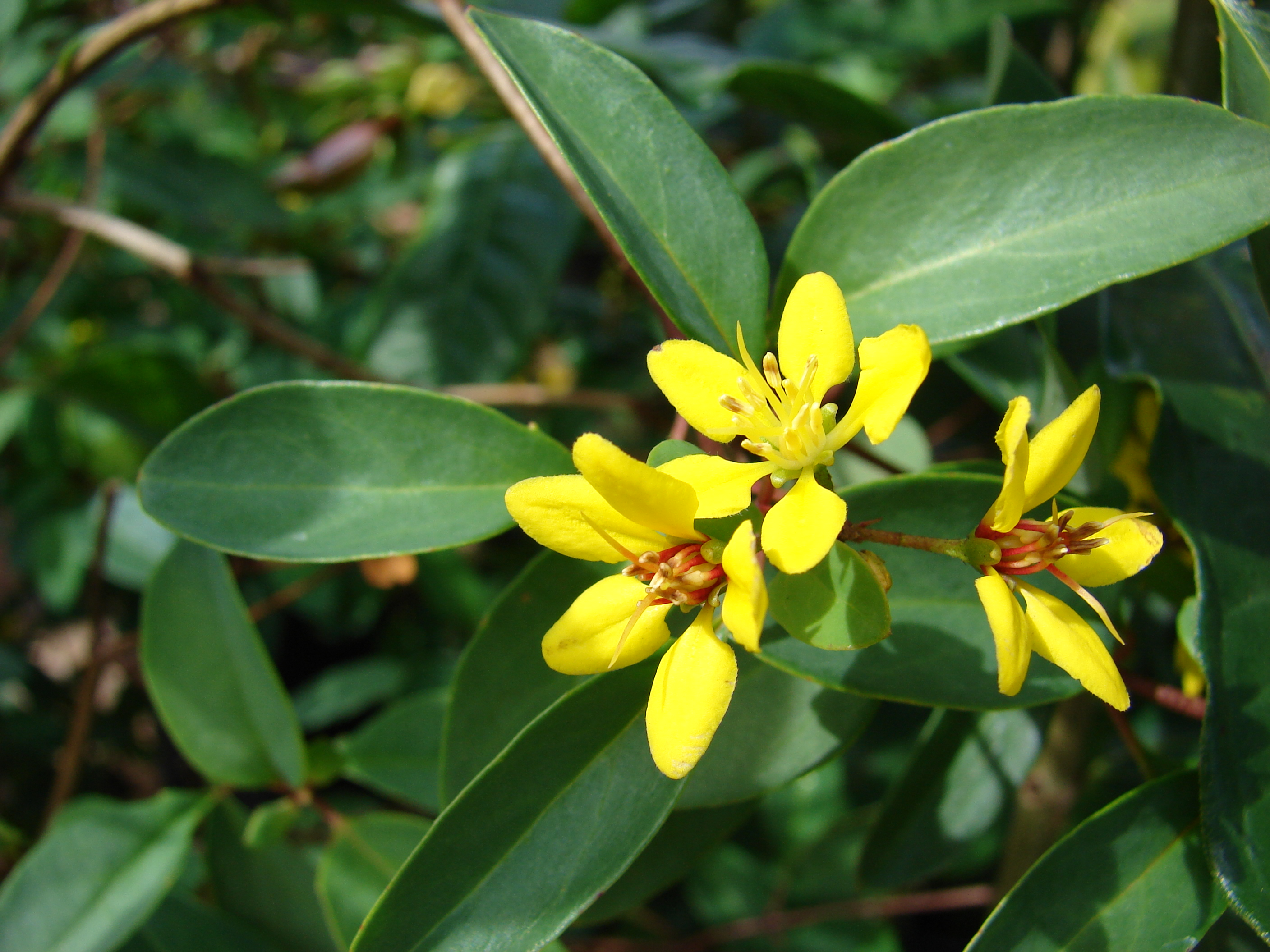
Galphimia gracilis
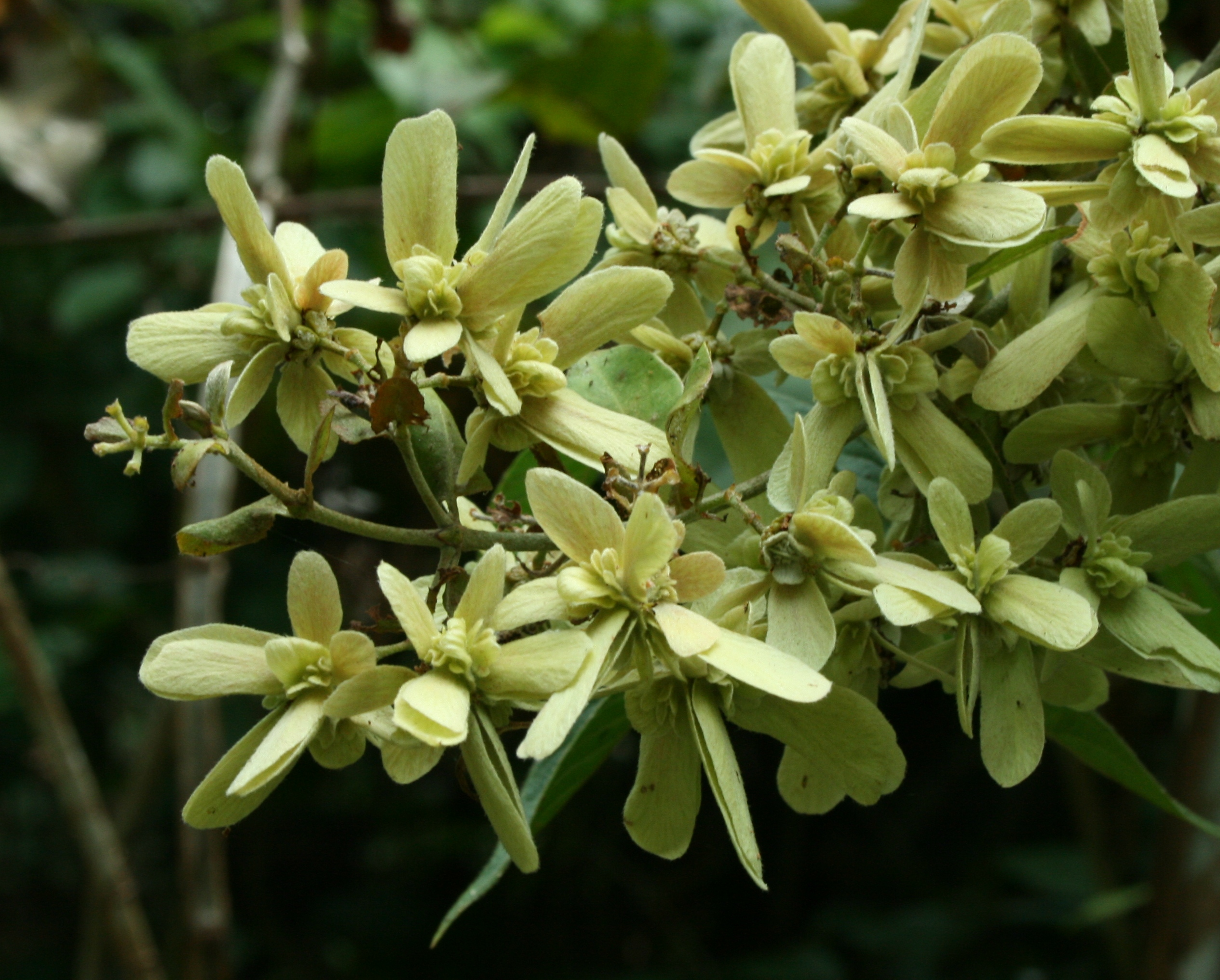
Plody Tetrapterys discolor

## Rozšíření
Čeleď zahrnuje asi 1250 druhů v 68 rodech. Vyskytuje se v tropech celého světa s četnými přesahy do subtropických oblastí. Nejvíce druhů (85 %) roste v Americe, zbytek připadá na tropy a subtropy Starého světa. Centrem druhové diversity je tropická Amerika. Nejvíce druhů se vyskytuje v Brazílii.
V tropech rostou zástupci čeledi v různých biotopech, na savanách a v keřovité vegetaci jsou však běžnější než
například v deštném lese. Několik druhů je uzpůsobeno růstu v pouštním prostředí. Jen zřídka rostou ve vyšších nadmořských výškách.

## Ekologické interakce
Zástupci malpígiovitých pocházející z Ameriky jsou opylováni včelami sbírajícími olej. Tomuto způsobu opylení je uzpůsobena morfologie květů. Včely olej sbírají pro výživu larev, smíchají jej s pylem a plní s ním komůrky pláství. Lžicovitý tvar korunních lístků usnadňuje včelám proniknutí ke kalichu, na němž jsou olejové žlázky. Druhy, které olejové žlázky nemají, nabízejí opylovačům jen pyl.
Podle dnešních předpokladů se malpígiovité rozšířily do Starého světa z amerického kontinentu. Protože se sem společně s nimi nedostaly také včely sbírající olej, došlo u rostlin ve Starém světě k druhotné redukci kališních žlázek.
Suché plody malpígiovitých jsou často opatřeny nápadnými křídly nebo štětinami a jsou šířeny větrem. Semena z dužnatých plodů jsou šířena především ptáky. Některé amazonské druhy, rostoucí na březích vodních toků, má hladké plody obsahující vzduchové pletivo (aerenchym) a šířené vodou. Droboučké suché a hladké plody některých rodů jsou šířené pravděpodobně větrem nebo dešťovou vodou.

## Taxonomie
Cronquist i Dahlgren řadili čeleď malpígiovité do řádu vítodotvaré (Polygalales).
Pozdější výzkumy tuto souvztažnost nepotvrdily.
Podle současné taxonomie je sesterskou skupinou malpígiovitých čeleď úporovité (Elatinaceae).
Čeleď je členěna na 2 podčeledi: Malpighioideae a Byrsonimoideae.

## Zástupci
- ajahuaska (Banisteriopsis)
- bunchosie (Bunchosia)
- byrsonima (Byrsonima)
- jinokřídlice (Hiptage)
- malpígie (Malpighia), syn. acerola
- tetrapterka (Tetrapterys)[2]

## Význam
Stromy a keře z rodů bunchosie (Bunchosia), byrsonima (Byrsonima) a malpígie (Malpighia) jsou v tropické Americe hojně pěstovány v zahradách pro drobné ovoce. Kyselé nevelké plody malpígie lysé (Malpighia glabra), zvané barbadoská třešeň, mají enormně vysoký obsah vitaminu C (v dužnině až 5 %).
Strom Byrsonima crassifolia, pocházející ze střední Ameriky a v Latinské Americe běžně pěstovaný, poskytuje oblíbené ovoce zvané nance, podobné žlutým třešním.
Bunchosie Bunchosia glandulifera, poskytuje velmi chutné plody velikosti malé švestky a je dlouhodobě pěstována jihoamerickými indiány. Původní populace tohoto druhu vůbec nejsou známy.
Mnoho druhů malpígiovitých je v tropech pěstováno jako ozdobné rostliny, např. Galphimia gracilis, malpígie Malpighia coccigera, Stigmaphyllon ciliatum, S. floribundum, jinokřídlice Hiptage benghalensis a Tristellateia australasiae. Strom Lophantera lactescens, známý jen z malého území ve východní Amazonii, je v Brazílii pro dlouhá květenství žlutých květů a odolnost proti znečištění oblíbeným pouličním stromem.
Liána Banisteriopsis caapi, kultivovaná původními obyvateli západních oblastí Amazonie, slouží spolu s příbuznou liánou Diplopterys cabrerana jako jedna z hlavních složek silně halucinogenní substance známé jako ayahuasca, yagé nebo caapi.

## Seznam rodů
Acmanthera,
Acridocarpus,
Adelphia,
Aenigmatanthera,
Alicia,
Amorimia,
Aspicarpa,
Aspidopterys,
Banisterioides,
Banisteriopsis,
Barnebya,
Blepharandra,
Brachylophon,
Bronwenia,
Bunchosia,
Burdachia,
Byrsonima,
Calcicola,
Callaeum,
Calyptostylis,
Camarea,
Carolus,
Caucanthus,
Christianella,
Coleostachys,
Cordobia,
Cottsia,
Diacidia,
Dicella,
Digoniopterys,
Dinemagonum,
Dinemandra,
Diplopterys,
Echinopterys,
Ectopopterys,
Excentradenia,
Flabellaria,
Flabellariopsis,
Galphimia,
Gaudichaudia,
Glandonia,
Heladena,
Henleophytum,
Heteropterys,
Hiptage,
Hiraea,
Janusia,
Jubelina,
Lasiocarpus,
Lophanthera,
Lophopterys,
Madagasikaria,
Malpighia,
Malpighiodes,
Mascagnia,
Mcvaughia,
Mezia,
Microsteira,
Mionandra,
Niedenzuella,
Peixotoa,
Peregrina,
Philgamia,
Psychopterys,
Pterandra,
Ptilochaeta,
Rhynchophora,
Spachea,
Sphedamnocarpus,
Stigmaphyllon,
Tetrapterys,
Thryallis,
Triaspis,
Tricomaria,
Triopterys,
Tristellateia,
Verrucularina